# Polymera albiditarsis
Polymera albiditarsis är en tvåvingeart som beskrevs av Alexander 1953. Polymera albiditarsis ingår i släktet Polymera och familjen småharkrankar. Inga underarter finns listade i Catalogue of Life.